# Horní Staré Buky
Horní Staré Buky (německy Ober Altenbuch) je část obce Staré Buky v okrese Trutnov. Nachází se na jihovýchodě Starých Buků. V roce 2009 zde bylo evidováno 76 adres. V roce 2001 zde trvale žilo 142 obyvatel.
Horní Staré Buky je také název katastrálního území o rozloze 8,25 km2.

## Další fotografie

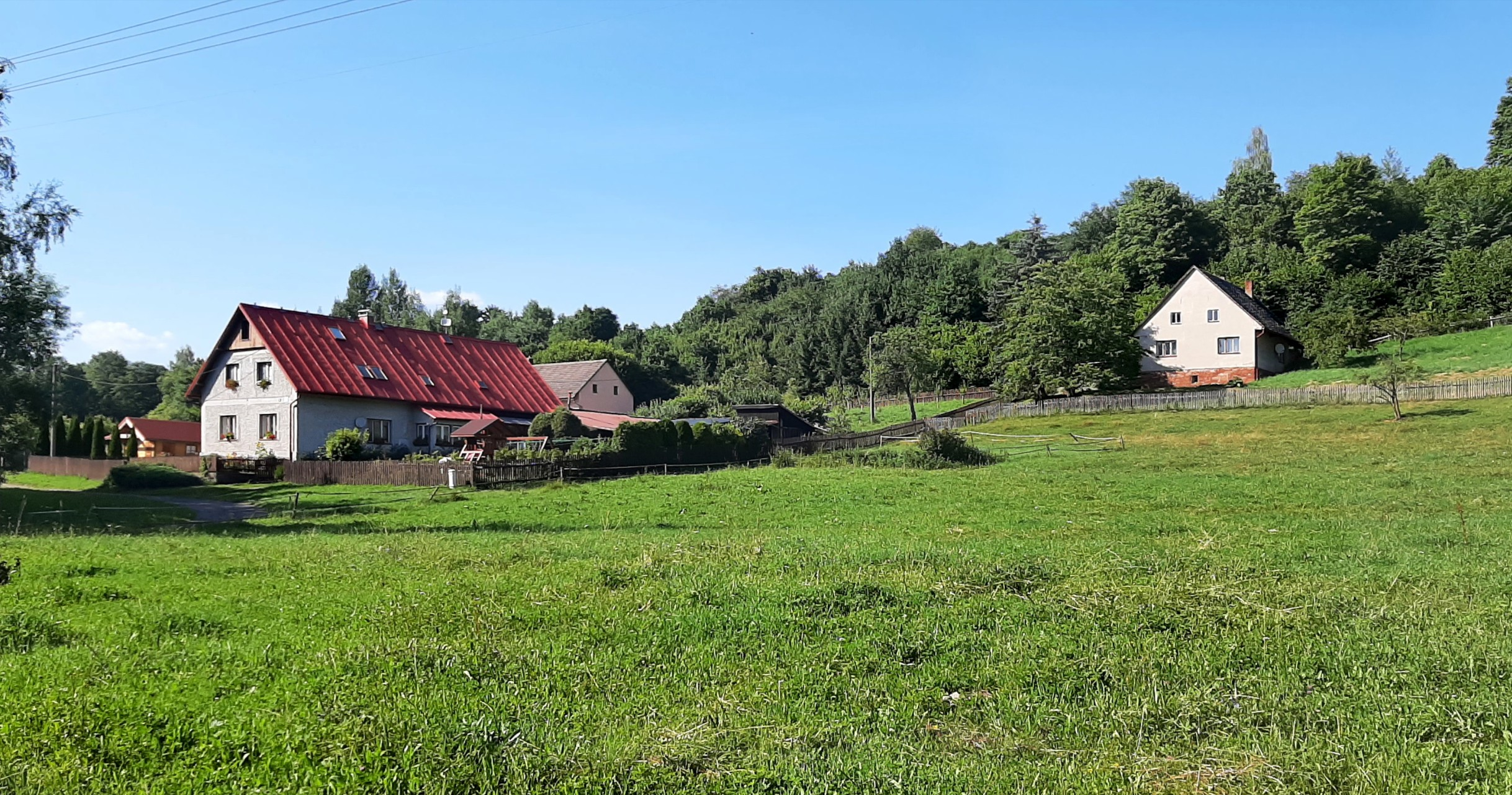
Roztroušené domky na svahu
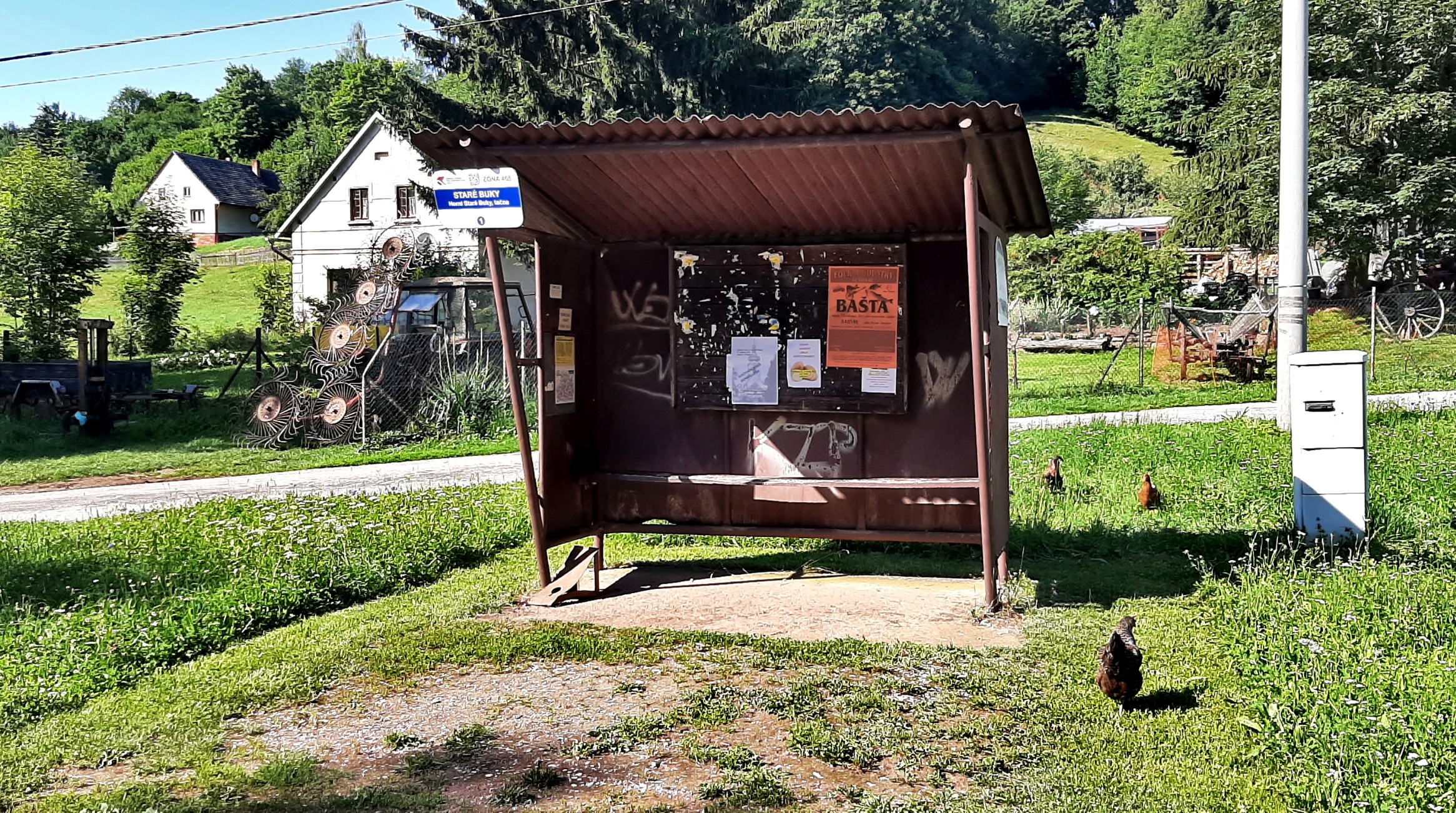
Chátrající zastávka
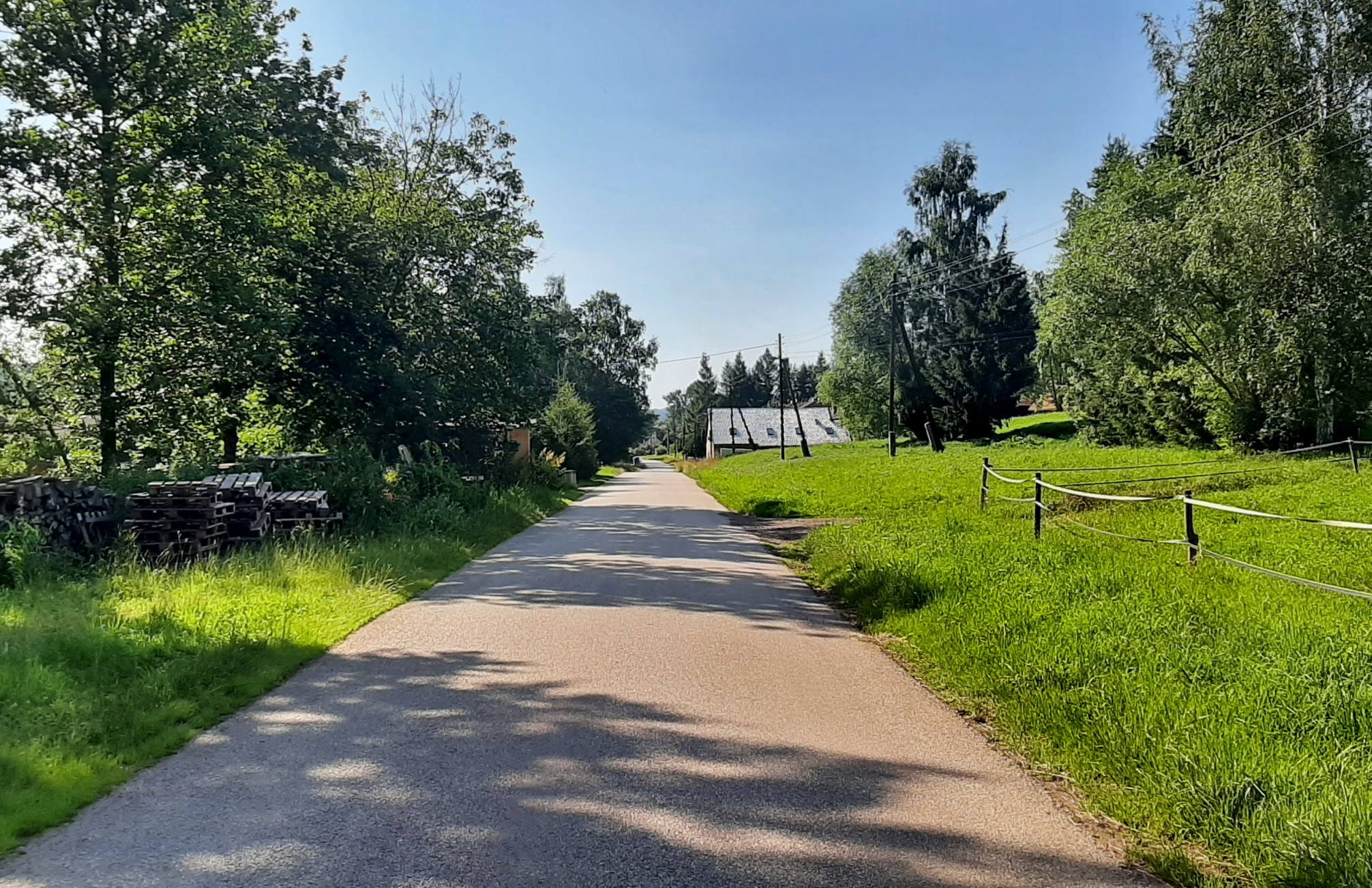
Hlavní silnice